# クトニオス
クトニオス（古希: χθόνιος、古代ギリシア語ラテン翻字: khthónios）は、ギリシア神話の登場人物。同名の人物が複数おり、以下の四人が知られる。その名は古代ギリシア語で「大地の、地下の」を意味する。
- スパルトイの一人[2]。
- アイギュプトスの息子の一人[2]。
- ペイリトオスとヒッポダメイアの結婚の宴でネストールに討たれたケンタウロス[2]。
- ポセイドーンとシューメーの間の息子[3]。

また、冥界の王ハーデースを「ゼウス・クトニオス」とも呼び、これはハーデースの仁慈な一面を表している。